# Злобин, Владимир Вениаминович
Владимир Вениаминович Злобин (род. 6 апреля 1956) — российский политический деятель, депутат Государственной Думы ФС РФ второго созыва (1995—1999).

## Биография
Родился 6 апреля 1956 года.
Окончил Сасовское летное училище гражданской авиации по специальности «пилот».
На 1995 год работал начальником службы организации перевозок Авиакомпании «Орел-Авиа», г. Орел.

### Депутат государственной думы
Баллотируется в Государственную думу 2 созыва от ЛДПР в 1995 году (номер 1 федсписка партии по Смоленской области). Избран депутатом Госдумы РФ.
В Думе входит в комитет по промышленности, строительству, транспорту и энергетике, был председателем подкомитета по транспорту.
Официально в Государственной думе выступил 26 раз, поучаствовал в создании 7 законопроектов.
Был членом фракции ЛДПР в Государственной думе.